# 권순일 (가수)
권순일(權純一, 1988년 10월 17일 ~ )은 대한민국의 가수이다. 음악 그룹 어반자카파의 리더이다.

## 방송
- 2018년 MBC 미스터리 음악쇼 복면가왕 - 간 보지 말고 눌러주세요 별주부전 < 참가자 >
- 2020년 JTBC 히든싱어 - 이소라 모창능력자
- 2024년 유튜브 콩알탄 - 게스트